# FxCop Microsoft
FxCop est un outil Microsoft gratuit qui analyse le code MSIL pour vérifier qu'il est conforme aux recommandations du framework .NET. Il comporte un ensemble de règles qui permettent notamment d'améliorer la structure des programmes produits dans les domaines suivants :
- Correction du code produit
- Architecture de bibliothèque
- Internationalisation du contenu
- Conventions de nommage des identifiants
- Performances
- Sécurité